# Festival de la Cançó d'Intervisió 1980
El IV Festival de la Cançó d'Intervisió va ser la quarta edició del festival d'Europa de l'Est i es va celebrar a Sopot (on se celebrava el festival de Sopot) del 20 al 23 d'agost. El festival va ser guanyat per la finladesa Marion Rung (qui va a representar a Finlàndia a Eurovisió en els anys 1962 i 1963) amb un empat amb l'ucraïnès Mykola Hnatyuk (Микола Гнатюк), representant de la Unió Soviètica i també amb l'eslovaca Marika Gombitová de Txecoslovàquia.

## Països participants
En aquesta edició van participar tots els països fundadors. També va comptar amb la primera aparició (i única fins al moment) dels Països Baixos i Suïssa.
| Nº | País              | Idioma   | Artista            | Cançó                                     | Traducció                        | Posició | Punts |
| -- | ----------------- | -------- | ------------------ | ----------------------------------------- | -------------------------------- | ------- | ----- |
| 1  | Txecoslovàquia    | Txec     | Marika Gombitová   | Chcem sa s tebou deliť                    | Vull ser amb tu en un altre lloc | 1       | 30    |
| 2  | Espanya           | Castellà | Gloria             | Que más me da                             | Tant se me'n dona                | 2       | 24    |
| 3  | Polònia           | Polonès  | Alicja Majewska    | Jeszcze się tam żagiel bieli              | Tot i així, hi ha veles blanques | 4       | 20    |
| 4  | Unió Soviètica    | Rus      | Mykola Hnatyuk     | Na vsztrecsu oszenyi (На встречу осени)   | En una reunió de tardor          | 1       | 30    |
| 5  | Finlàndia         | Finés    | Marion Rung        | Hyvästi yö                                | Nit de comiat                    | 1       | 30    |
| 6  | Bulgària          | Búlgar   | Vaszil Najdenov    | Po parvi petli (По първи петли)           | El primer cuiner                 | 4       | 20    |
| 7  | Iugoslàvia        | Croat    | Neka Falk          | Najjači ostaju                            | Segueix sent el més fort         | 7       | 17    |
| 8  | Romania           | Romanès  | Corina Chiriah     | Uneori suntem toți copii                  | Algunes vegades tots som nens    | 3       | 21    |
| 9  | Unió Soviètica    | Rus      | Nagyezsda Csepraga | Khor mira (Хора мира)                     | Cor de la pau                    | 5       | 19    |
| 10 | Països Baixos     | Anglés   | Markerink Najdenov | Come closer                               | Acosta't                         | 4       | 20    |
| 11 | Cuba              | Espanyol | Osvaldo Rodríguez  | La vida siempre es mucho más              | La vida sempre és molt més       | 7       | 17    |
| 12 | Suïssa            | Francès  | Regards            | La maison vide                            | La casa buida                    | 6       | 18    |
| 13 | Hongria           | Hongarés | Katona Klári       | Ne sírj                                   | No ploris                        | 5       | 19    |
| 14 | Alemanya de l'Est | Alemany  | Ute Freudenberg    | Wie weit ist es bis ans Ende dieser Welt? | Què tan lluny es la fi de l'món? | 4       | 20    |

## Curiositats
- Des de la seva creació, el festival no havia comptat amb tots els seus països fundadors.
- Es creu que la no participació del Marroc es deu al fet que participarien a Eurovisió d'aquest mateix any.